# Nyitratormás
Nyitratormás (1899-ig Chrenóc, szlovákul Chrenovec) Tormásborosznó része, 1960-ig önálló település Szlovákiában, a Trencséni kerület Privigyei járásában.

## Fekvése
Privigyétől 7 km-re keletre fekszik, Tormásborosznónak a települést kettészelő pataktól északra fekvő részét képezi. Neve a szlovák chren (’torma’) főnévből származik.

## Története
Nyitratormást 1243-ban „Hyrenouch” alakban említik először. Királyi birtok, majd 1244-től Bajmóc várának uradalmához tartozott. 1430-ban „Hernoc” néven írják. 1553-ban malma és 6 portája volt. 1675-ben 25 jobbágy és 3 zsellér háztartás található a faluban 125 lakossal. 1773-ban „Chrenovecz” alakban szerepel a korabeli forrásokban. 1778-ban 19 jobbágy és 1 zsellérházában 181 lakos élt.
A 18. század végén Vályi András így ír róla: „TORMOS. Tót falu Nyitra Várm. földes Ura a’ Nyitrai Püspökség, lakosai katolikusok, fekszik Nyitrához közel, és annak filiája; határja jó, mind a’ kétféle fája van, szőlőhegye termékeny, legelője elég, piatza Nyitrán közel.”
1828-ban 27 háza és 186 lakosa volt. Lakói mezőgazdasággal, állattartással, gyümölcstermesztéssel, mezőgazdasági idénymunkákkal foglalkoztak.
Fényes Elek 1851-ben kiadott geográfiai szótárában így ír a faluról: „Tormos, tót falu, Nyitra vmegyében, Nyitra mellett: 522 kath. lak., termékeny jó határral. F. u. a nyitrai püspök. Ut. p. Nyitra.”
Borovszky Samu monográfiasorozatának Nyitra vármegyét tárgyaló része szerint: „Chrenócz, kis tót falu, a handlovai völgyben Brusznó felett, 304 r. kath. lakossal. Postája, távirója és vasúti állomása Privigye. E község XIII. században királyi birtok volt. 1430-ban már „Hernócz” a neve és a bajmóczi várhoz tartozik. Kath. temploma a XVI. században épült és fallal van körülvéve. Kegyura gróf Pálffy János, kinek itt nagyobb birtoka van. Földesurai mindenkor a Pálffyak voltak."
1910-ben 374, túlnyomórészt szlovák lakosa volt. 1919-ig Magyarországhoz, Nyitra vármegye Privigyei járásához tartozott.
1960 után a Nyitratormás és Nyitraborosznó egyesülésével létrejött Tormásborosznó településrésze lett.

## Nevezetességei
Római katolikus temploma eredetileg gótikus volt, a 14. században épült. 1947-ben bővítették, berendezése részben 18. századi. 1517-ben készült késő gótikus domborműve a bajmóci múzeumban látható.

## Lásd még
- Tormásborosznó
- Nyitraborosznó